# Liste des rois de Sigave
Les rois de Sigave également appelés les Tamole Vai ou Keletaona ou Tu'i Sigave est le titre traditionnel du roi de Sigave (à Futuna), un des trois royaumes coutumiers de la collectivité d'outre-mer de Wallis-et-Futuna. Le roi est l'un des trois monarques du territoire. Bien qu'il n'occupe pas un rôle politique, il est détenteur de la mémoire du territoire et garde une grande influence. Le détenteur actuel du titre est Eufenio Takala, depuis le 5 mars 2016.

## Historique

### Résumé
Le royaume de Sigave occupe le nord-ouest de l'île de Futuna. Il est d'une superficie de 21 km2. Il est dirigé par le roi coutumier Eufenio Takala depuis le 1er mars 2016. Le palais royal de Sigave se situe au chef-lieu, Leava. Le titre porté par le souverain de ce royaume est le Tu'i Sigave. Le roi est assisté d'une chefferie comprenant un Premier ministre (Kalae kivalu) et cinq ministres. Cependant, à cause de plus petites populations et du partage de l'île de Futuna par les deux royaumes, l’autorité royale est moins stable. Les chefs de village peuvent donc assez facilement destituer le monarque en fonction. Une tradition qui se perd peu à peu à Futuna voulait que les rois ne s'expriment pas directement au peuple, mais par l'intermédiaire d'un porte-parole, les rois pouvaient seulement s'adresser directement à l'Assemblée territoriale. Les rois exercent des fonctions administratives, comme le conseil de la circonscription administrative. Cependant, chaque ministre va l'accompagner sur son sujet de prédilection. Ils sont tous présents au conseil des ministres coutumier en compagnie du roi.

## ROI (depuis 1842)
| Rang                                           | Portrait                            | Nom                                  | Début du règne                      | Fin du règne                        | Premier ministre                                      | Note |
| ---------------------------------------------- | ----------------------------------- | ------------------------------------ | ----------------------------------- | ----------------------------------- | ----------------------------------------------------- | --- |
|                                                |                                     | Samu Keletaona (–vers 1851)          | 1842                                | 1851                                |                                                       | À la suite de la guerre de Vai, il devient le roi de l’entièreté de l'île de Futuna (à la fois Sigave et Alo). Puis par la suite, avec la perte de pouvoir il redeviendra roi de Sigave.                   |
|                                                |                                     | Saakopo Tamole                       | 11 juillet 1955                     | 18 janvier 1957                     |                                                       | |
|                                                |                                     | Setefano Lavelua                     | 27 juillet 1957                     | 4 août 1969                         |                                                       | |
|                                                |                                     | Sileno Tamole                        | 29 septembre 1959                   | 7 avril 1969                        |                                                       | |
|                                                |                                     | Alefosio Keletaona                   | 31 juillet 1969                     | 24 mai 1971                         |                                                       | |
|                                                |                                     | Ilalio Amosala                       | 1er juin 1971                       | 30 septembre 1972                   |                                                       | |
|                                                |                                     | Nasalio Keletolona                   | 1er décembre 1972                   | Août 1982                           |                                                       | Il faisait à la fois partie du Clan Keletaona et du Clan Safoka. Cette alliance a donc permis son accès au trône[réf. nécessaire].                                                                         |
|                                                |                                     | Sagato Keletaona                     | 4 août 1982                         | 1er avril 1987                      |                                                       | Il faisait partie du Clan Keletaona. Son adversaire et successeur Sosefo Vanai réussit à le faire destituer pour mauvaise gestion des fonds envoyés par l'État à la suite du cyclone Raja en décembre 1986 |
|                                                |                                     | Sosefo Vanai                         | 1er avril 1887                      | 5 avril 1989                        |                                                       | Il faisait partie du Clan Tamole, qui regroupe tous les descendants de Vanai, roi de Sigave tué lors de la Guerre du Vai.                                                                                  |
|                                                |                                     | Lafaele Malau                        | Mai 1989                            | 26 octobre 1992                     |                                                       | Clan Safoka |
|                                                |                                     | Soane Patita Sokotaua                | 26 octobre 1992                     | 26 septembre 1998                   |                                                       | Clan Tiaina |
|                                                |                                     | Pasilio Keletaona                    | 10 septembre 1998                   | Septembre 2003                      |                                                       | Clan Keletaona |
|                                                |                                     | Visesio Moeliku(20 décembre 1922–)   | 3 mars 2004                         | 3 août 2009                         |                                                       | Visesio Moeliku abdique le 3 août 2009 et le trône de Sigave reste vacant pendant plus d'un an à la suite des désaccords de la chefferie pour élire un nouveau souverain                                   |
| Vacant de août 2009 à juillet 2010.            |                                     |                                      |                                     |                                     |                                                       | |
|                                                |                                     | Polikalepo Kolivai (en) (vers 1939–) | 24 juillet 2010                     | 5 octobre 2014                      |                                                       | |
| Vacant de octobre 2014 à mars 2016.            | Vacant de octobre 2014 à mars 2016. | Vacant de octobre 2014 à mars 2016.  | Vacant de octobre 2014 à mars 2016. | Vacant de octobre 2014 à mars 2016. | Visesio Atufele (novembre 2015 - septembre 2016)      | |
|                                                |                                     | Eufenio Takala (vers 1944–)          | 5 mars 2016                         | En cours                            | Falakiko Savelio Saliga (octobre 2016 - octobre 2018) | Appartient au clan Keletaona et cousin de l'ancien roi Pasilio Keletaona. |
| Emiliano Keletaona (depuis le 30 janvier 2019) |                                     | Eufenio Takala (vers 1944–)          | 5 mars 2016                         | En cours                            |                                                       | Appartient au clan Keletaona et cousin de l'ancien roi Pasilio Keletaona. |